# The Courtship of Stewie's Father
The Courtship of Stewie's Father (titulado El cortejo del padre de Stewie en España e Hispanoamérica) es el decimosexto episodio de la cuarta temporada de la serie Padre de familia emitido el 20 de noviembre de 2005 a través de FOX. La trama se centra en los intentos matricidas de Stewie con el objetivo de matar a Lois, sin embargo, esta cree que su mal comportamiento se debe a que no pasa suficiente tiempo con su padre y le exige que le dedique más tiempo, pero cuando este descubre que le gusta ver sufrir a su madre, Peter no duda en hacerle la vida imposible hasta que sus bromas llegan demasiado lejos. Por otro lado, Chris ayuda al viejo Herbert en las tareas del hogar después de romperle la ventana de su casa.

## Argumento
Harto de no recibir la atención de nadie, Stewie empieza a portarse mal en casa y a retomar sus planes matricidas contra Lois, la cual al percatarse del comportamiento de su hijo, va a la guardería para hablar con la profesora. Cuando esta le enseña unos dibujos que hizo su hijo en los que aparece la propia Lois asesinada, esta obvia tal detalle y cree que al no aparecer su padre en ninguno de ellos es señal de que le echa de menos.
Sin embargo, los intentos de Peter por establecer un vínculo padre-hijo no resultan del todo acertados y discute con Lois sobre la mejor manera de acercarse a Stewie. Mientras prepara la comida, Lois le pide a Peter que le acerque un tarro que le cae sin querer a su mujer en la cabeza, tal fallo hace reír a Stewie y Peter descubre que a su hijo le encanta que su madre sufra y en adelante, para mejorar la relación, se dedican a maltratar a la mujer mediante bromas humillantes hasta llegar al extremo de meterla en el maletero del coche y tirar el vehículo al lago. Tras varias horas, Lois sobrevive al intento de homicidio y furiosa, abronca a Peter, en cuanto Stewie, empieza a sentirse decepcionado por la actitud de su padre por no hacerle frente mientras se lo lleva a su habitación. Consciente de que ha ido demasiado lejos intenta reconciliarse con Stewie, pero se niega a dirigirle la palabra.
Con la idea de hacer las paces, Peter decide llevarse a Stewie a Disney World, Florida. Emocionado por la sorpresa, accede a perdonar a Peter, aunque simula seguir cabreado. Una vez llegan al parque, en un descuido Peter pierde de vista a Stewie y este es capturado por empleados de Disney World, los cuales obligan a varios niños a cantar en la atracción "Pequeño Mundo". Casualmente, Peter es uno de los visitantes del lugar y al verle encadenado rescata a su hijo y a los demás, sin embargo es perseguido por todo el parque por un guarda de seguridad en una persecución tipo Indiana Jones and the Temple of Doom en la que consiguen deshacerse de él. Tras el caótico día, Stewie y Peter vuelven a Quahog con las paces selladas. 
Por otro lado, Chris rompe la ventana de su vecino Herbert tras jugar a béisbol con los amigos. A sabiendas de las ganas del anciano por tener compañía juvenil, sugiere a sus padres el ayudarle en las tareas del hogar como recompensa. Tras unos días de arduo trabajo, este invita a Chris a cenar en un restaurante como recompensa cuando un fotógrafo les hace una foto de recuerdo y se imagina su vida formando una familia con Chris mientras canta Somewhere That's Green hasta que cae dormido en la mesa tras acabar la canción. Al día siguiente, Herbert vuelve a sentirse solo hasta que en la tele anuncian un partido de béisbol de la liga infantil.

## Producción
El primer borrador del argumento se centraba más en Herbert. La trama se hubiese centrado en los intentos del anciano por "ganarse" a Chris, de hecho había gags preparados, pero fue desechado por decisiones de la cadena y la trama se vio relegada a un segundo plano. La escena en la que Herbert les comenta a Peter y Lois que su hijo le había roto la ventana, la frase era más extensa, pero fue cortada; en una de las escenas, Peter le comentaba a Chris: "si él te pide que le hagas un trabajo, hazle el mejor trabajo que hayas hecho nunca". Cuando Quagmire describe cómo sedujo a dos gemelas sintecho, la FOX censuró el gesto en el que simulaba meter el puño en la vagina mientras Peter le tapaba a Stewie las orejas para que no escuchara nada. La escena en la que Dios está con su pareja sentimental a punto de mantener relaciones, esta le obliga a ponerse un preservativo a pesar de sus protestas al declarar que "es su cumpleaños". El sketch estaba pensado en este contexto porque la cadena quería transmitir a la audiencia que Dios no podría tener sexo sin protección.
Tras perder a Stewie, en una escena eliminada, Peter enumeraba las cosas que iba a hacer antes de encontrar a su hijo anteponiendo sus necesidades a las de encontrarle.
Seth MacFarlane valoró positivamente el diseño de Kurt Dumas de los momentos posteriores a la pelea de gallos y afirmó que la escena del coche volador fue "impresionante". MacFarlane también comentó la escena en la que Stewie se volvía eufórico cuando descubría que le llevaban a Disney World, y describió la escena de "gran secuencia de animación". En el comentario de audio del DVD, MacFarlane opinó sobre el número musical en el que Mike Henry cantaba con la voz de Herbert y dijo que "era una pieza muy brillante y había mucho sentimiento en la canción, casi puedes ver como Herbert recibe un guiño de Chris".
En la escena posterior en la que Peter y Stewie tiran a Lois al lago mientras estaba dentro del coche, MacFarlane trabajó el doble, puesto que tenía que interpretar la risa histérica de los dos personajes, el propio actor declaró sentirse exhausto. La reacción a la escena del Peanut Butter Jelly Time dejó atónito a MacFarlane, el cual creía que empezaba a ser repetitivo y molesto después de acudir a un bar karaoke de Hollywood en el que la canción sonaba de manera frecuente. La misma escena fue recreada en la novena temporada en el episodio The Big Bang Theory en el que Stewie aparecía disfrazado de plátano.

## Referencias culturales

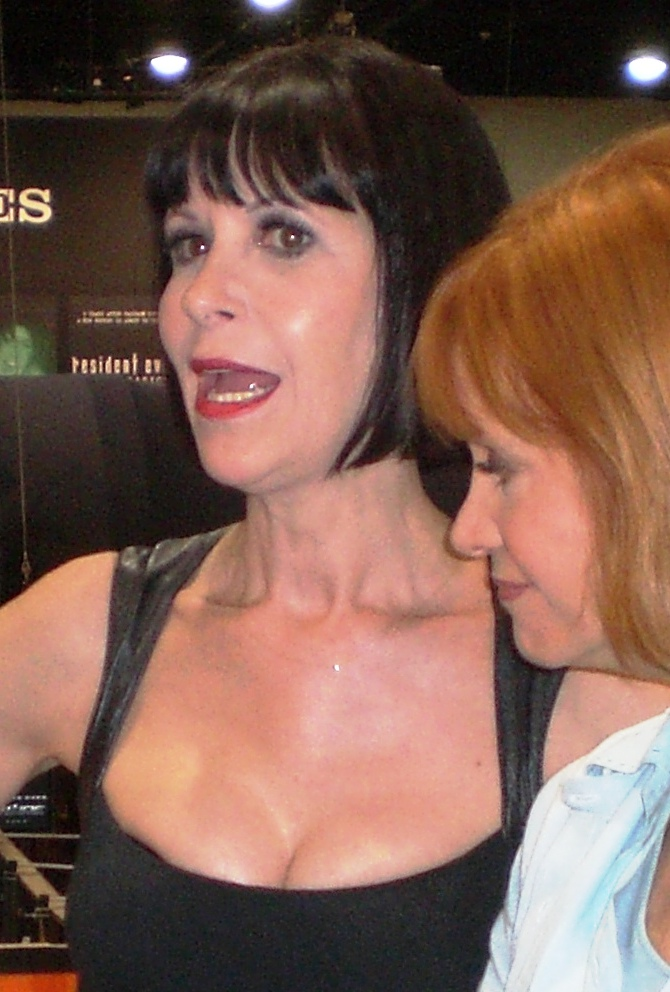
Mike Henry (con la voz de Herbert) parodió la escena musical interpretada por originalmente por Ellen Greene en La tienda de los horrores.